# 세노가와정
세노가와정(瀬野川町)은 히로시마현 아키군에 존재했던 정이다.
1973년 3월 20일,  아사군 고요정, 사토정, 야스후루이치정과 함께 히로시마시 아키구에 편입되었다. 현재의 히로시마시 아키구에 해당한다.